# Juvancourt
Juvancourt település Franciaországban, Aube megyében. Lakosainak száma 108 fő (2022. január 1.). Juvancourt Longchamp-sur-Aujon, Ville-sous-la-Ferté, Cirfontaines-en-Azois, Laferté-sur-Aube és Maranville községekkel határos.

## Népesség
A település népessége az elmúlt években az alábbi módon változott:
| Lakosok száma | 151  | 153  | 165  | 161  | 122  | 120  | 122  | 119  | 119  | 108  |
|               | 1968 | 1982 | 1990 | 2006 | 2013 | 2015 | 2017 | 2019 | 2020 | 2022 |